# ティパザ県
ティパザ県（アラビア語: ولاية تيبازة Tipaza）は、アルジェリアの海岸部にある県（ウィラーヤ）。県都はアルジェの西50kmに位置するティパザである。ティパサ県やティバザ県とも表記される。

## 隣接する県
- アルジェ県
- ブリダ県
- アインデフラ県
- シュレフ県

## 下位行政区画
10の地区（ダイラ）と28の基礎自治体からなる。